# Marija Konstatinovna Naryškina
Marija Konstatinovna Naryškina, (in russo: Мария Константиновна Нарышкина) (22 dicembre 1861 – Parigi, 2 febbraio 1929), è stata una nobildonna russa.

## Biografia
Era l'ultimogenita di Konstantin Pavlovič Naryškin (1808-1880), e di sua moglie, Sof'ja Petrovna Ušakova (1823-1877), figlia di Pëtr Sergeevič Ušakov. 
Era la damigella d'onore dell'imperatrice.

## Matrimoni

### Primo matrimonio
Nel 1878 sposò il principe Platon Sergeevič Obolenskij (12 giugno 1850-27 giugno 1913). Ebbero due figli:
- Sergej Platonovič (3 ottobre 1890-29 settembre 1978);
- Vladimir Platonovič (1893-1968).

La coppia divorziò nel 1897.

### Secondo matrimonio
Sposò in seconde nozze il maggiore generale Aleksandr Maksimovič Rejtern (12 novembre 1849-1915), non ebbero figli.

## Morte
Nel marzo del 1917 la tenuta di Marija venne saccheggiata dai soldati e dai contadini. Morì in esilio a Parigi il 2 febbraio 1929.